# Летнее наступление в Северо-Восточном Китае (1947)
Летнее наступление в Северо-Восточном Китае (кит. упр. 东北1947年夏季战役) — крупная военная кампания, проводившаяся НОАК 13 мая — 1 июля 1947 года в Маньчжурии во время гражданской войны в Китае.

## Предыстория
В 1946 году гоминьдановцы, наступая вдоль основных железнодорожных магистралей, сумели взять под контроль основные центры провинций Ляонин и Гирин. Войска коммунистов были оттеснены в провинцию Хэйлунцзян, а также в сельскую местность с хуже развитой транспортной инфраструктурой, и оказались рассечёнными на несколько группировок: североманьчжурскую, восточноманьчжурскую, южноманьчжурскую, и западноманьчжурско-жэхэскую, плохо связанные друг с другом. Однако зимой 1946—1947 годов коммунистам удалось переломить ситуацию в ходе Линьцзянской кампании. Потеряв много обученных войск и не получая пополнений из центрального Китая, гоминьдановцы были вынуждены отказаться от операций стратегического характера и перейти к обороне.
Коммунисты воспользовались тем, что под их контролем находилась часть территории Маньчжурии, и организовали там прочный тыл. Была проведена зачистка территории от бандитствующих элементов, налажено военное производство в ряде городов, а проведённая земельная реформа склонила крестьянство на сторону коммунистов. Используя брошенные японцами после капитуляции артиллерийские орудия коммунисты смогли сформировать полноценные артиллерийские части, ставшие неприятным сюрпризом для гоминьдановцев во время Линьцзянской кампании.
В качестве первоочередной задачи на весну-лето 1947 года коммунисты поставили организацию прочной сухопутной связи между североманьчжурским и южноманьчжурским освобождёнными районами.

## Силы сторон
У гоминьдановцев было восемь армий, состоявших из 23 дивизий, а также ряд отдельных дивизий; общая численность этих войск составляла 360 тысяч человек. Помимо них на местах имелись охранные части общей численностью 120 тысяч человек; таким образом общая численность гоминьдановских войск в Северо-Восточном Китае весной 1947 года составляла около 480 тысяч человек.
Войска коммунистов в Северо-Восточном Китае состояли из пяти колонн, разбитых на 15 дивизий, и одиннадцати отдельных дивизий; их общая численность составляла 240 тысяч человек. Вместе с местными частями, чья численность достигала 220 тысяч человек, коммунисты имели в Маньчжурии порядка 460 тысяч бойцов.

## Ход наступления

### Первый этап
8 мая 1947 года североманьчжурские 1-я и 2-я колонны коммунистов, а также 1-я, 2-я и 8-я отдельные дивизии форсировали Сунгари в районе Фуюя и начали продвижение на юг. 2-я колонна наступала на расположенные к западу от Чанчуня Хуайдэ и Гунчжулин, 1-я колонна — на расположенный юго-западнее Чанчуня Фаньцзятунь. Чтобы не дать гоминьдановцам перебросить на север подкрепления от Сыпина, западноманьчжурская группировка войск коммунистов 10 мая начала наступление на Шуаншань.
Хуайдэ был окружён коммунистами 14 мая и 16 мая взят; 18 мая коммунистическими войсками был с ходу взят Гунчжулин. Гоминьдановские войска приготовились оборонять Чанчунь, но коммунисты, обойдя его с юга и перерезав железнодорожное сообщение с Шэньяном, подошли к Сыпину.
Тем временем на юге войска 3-й колонны 13 мая нанесли удар между Цинъюанем и Мэйхэкоу, и перерезали железную дорогу, связывающую Шэньян с Гирином. 20 мая войска 3-й и 4-й колонн, окружив Мэйхэкоу, начали штурм города, и 28 мая взяли его.
6-я колонна, также 13 мая форсировавшая Сунгари, наступала на юг восточнее Гирина, и установила сухопутную связь с южноманьчжурским освобождённым районом.

### Второй этап
14 июня коммунистические войска начали штурм окружённого Сыпина, за 8 дней яростных боёв овладели западной частью города и начали сражение за его восточную половину.
Чтобы спасти ситуацию, Гоминьдановское правительство перебросило в Маньчжурию 53-ю армию. 17 июня она взяла Бэньси, а Новая 6-я армия к 23 июня очистила от коммунистических войск район восточнее Кайюаня, обезопасив дорогу на Сыпин. 26 июня гоминьдановская 93-я армия начала наступление от Чанту, и 29 июня подошла к Сыпину с юга, а 53-я и Новая 6-я армия вышли к нему с северо-запада. Чтобы избежать окружения, 30 июня коммунистические войска отошли от Сыпина.

## Результаты
В ходе пятидесятидневного наступления коммунисты взяли 42 города малого и среднего размера, и уничтожили войска противника общей численностью порядка 82 тысяч человек. Им удалось выполнить поставленную задачу по организации уверенной сухопутной связи между северной и южной Маньчжурией. Гоминьдановцы сумели удержать важный центр коммуникаций Сыпин, через который проходили железные дороги, связывающие между собой стратегически важные города Маньчжурии.